# セバスティアヌス
聖セバスティアヌス （Sebastianus, 伝承による没月日287年1月20日）、あるいは聖セバスティアノは、キリスト教（正教会・非カルケドン派・カトリック教会）の聖人・殉教者（致命者）。聖セバスチャンとも表記される。3世紀のディオクレティアヌス帝のキリスト教迫害で殺害されたといわれてきた。彼は美術や文学で、柱に身を縛り付けられ、矢を射られた姿で描かれることが多い。正教会では聖致命者セバスティアンと呼称され、記憶日は12月18日（ユリウス暦を使用する正教会では12月31日に相当）。カトリック教会での祝日は1月20日。

## 生涯
セバスティアヌスの殉教の詳細は、初めアンブロジウスによって仕上げられた。ミラノ司教アンブロジウスは、ミラノからセバスティアヌスが来たことを述べ、彼は既に4世紀に列聖されていたことがわかる。
ヤコブス・デ・ウォラギネの『黄金伝説』の内容をここに引用すると、セバスティアヌスはガリア・ナルボネンシス（現在のフランス・ラングドックとプロヴァンスにまたがるローマ植民地）の生まれで、ミラノで教育を受け、その後ディオクレティアヌスとマクシミアヌス配下の親衛隊の長に任命された。皇帝は彼がキリスト教徒であることに気がついていなかった。
セバスティアヌスは、囚われの身であった2人のキリスト教徒マルクスとマルケリアヌスをその信仰で励ましたことからすぐに知られてしまった。マルクスとマルケリアヌスは、キリストを否定して、ローマの神に捧げ物をするよう、家族から嘆願され嘆き悲しんでいた。セバスティアヌスのオーラは口のきけない女性を癒し、奇跡はすぐに78人の人々をキリスト教に改宗させた。  
言い伝えに依れば、マルクスとマルケリアヌスは兄弟で助祭であった。2人はどちらも優れた一族から妻を娶り、ローマに妻子と暮らしていた。兄弟はローマの神へ犠牲を捧げるのを拒否して逮捕されたのである。兄弟は父トランキリヌス、母マルティアが獄中を訪問した際、2人からキリスト教棄教を嘆願されていた。
セバスティアヌスは聖ティブリティウスとスザンナ同様に、トランキリヌスとマルティアをキリスト教に改宗させた。士官ニコストラトゥスの妻ゾエも改宗した。言い伝えによると、ゾエは6年も言葉を発しなかったという。しかし、彼女はキリスト教に改宗したいという望みをセバスティアヌスに知られたのである。改宗するとすぐに、ゾエの口に言葉が戻った。ニコストラトゥスは囚人の残りを連れ出した。彼ら16人はセバスティアヌスによって改宗していたのである。
士官クロマティウスとティブルティウスも改宗した。クロマティウスは囚人を解放してその職を辞し、カンパーニアの故郷に隠退した。  マルクスとマルケリアヌスは後にカストゥルスによってかくまわれたが、ニコストラトゥス、ゾエ、ティブルティウス同様に殉教した。

## 殉教
ディオクレティアヌス帝はセバスティアヌスが裏切りを支援したことを責めた。そして
皇帝はセバスティアヌスを草原へ引き立てるよう命じた。彼を縛り付ける杭が打たれてあった。そして射手たちが、まるで針でいっぱいのハリネズミのように、彼に多くの矢が突き刺さるまで射続けた。
そして、セバスティアヌスは死ぬまでそこに放って置かれた。奇跡的に、矢で射られても彼は死ななかった。聖カストゥルスの未亡人聖イレーネは、彼の遺体を救い出し埋葬するためにやってきて、まだセバスティアヌスに息があるのを発見した。イレーネは自宅へ彼を連れて行き、健康になるまで介抱した。同じ建物に住む他の住民は、セバスティアヌスがキリスト教徒ではないかと疑っていた。そのうちの一人の少女は、ろうあで盲目であった。セバスティアヌスは彼女に「神と共にいたいと望みますか？」と尋ね、彼女の頭上で十字架を切った。「はい。」と少女は答え、すぐに彼女に視力が戻った。セバスティアヌスは階段に立った。そして彼がかつてそうしたように、ディオクレティアヌス帝を前に熱弁を繰り広げた。皇帝は彼を死ぬまで殴打し、遺体を人目を避けて捨てた。しかし、幻影となって現れたセバスティアヌスは聖イレーネに、純潔な彼の体がある場所を教え、イレーネは彼を使徒の納骨堂に埋葬した。 
セバスティアヌスは黒死病から信者を守るといわれてきた。『黄金伝説』によれば、グンブルト王時代にロンバルドを黒死病の大流行が襲った際、パヴィア地方にある聖ペテロ教会で聖セバスティアヌスの祭壇を建立したことで、流行が止んだという。

## 聖遺物
聖遺物は、現在ローマのバシリカ内にあると主張がされている（367年にローマ教皇ダマスス1世が建てたバシリカ・アポストロルム）。この場所には、聖ペテロと聖パウロの仮の墓があるところである。教会は現在、サン・セバスティアーノ・フオーリ・レ・ムーラ聖堂と呼ばれている（建物は1610年代にシピオーネ・ボルゲーゼの後援で再建されたもの）。

## 芸術と文学

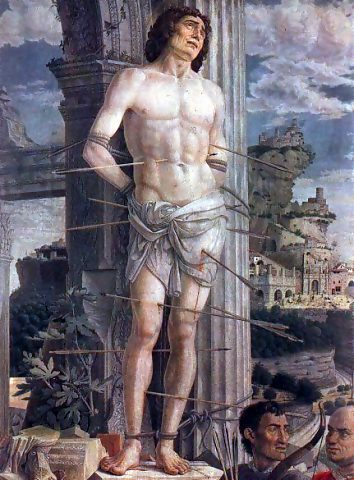
『聖セバスティアヌ』、アンドレア・マンテーニャ画。1480年。ルーヴル美術館

黒死病からの守護、また兵士の守護聖人であることから、中世に人気があり自然と重要な位置を占めるようになった。最も描かれたのは、後期ゴシック様式とルネサンスの画家たちである。半裸の姿で体をゆがませたポーズをとっているのが一般的である。キリスト以上に、若い半裸の男性の姿で描かれることの多い聖人である。彼を描いた画家は、ソドマ、サンドロ・ボッティチェッリ、アンドレア・マンテーニャ、ペルジーノ、エル・グレコ、グイド・レーニ、ヘラルト・ファン・ホントホルスト、ジャン・ロレンツォ・ベルニーニらである。建築物にはサンタポリナーレ・ヌオヴォ聖堂のモザイク、サン・ピエトロ・イン・ヴィンコリ聖堂がある。

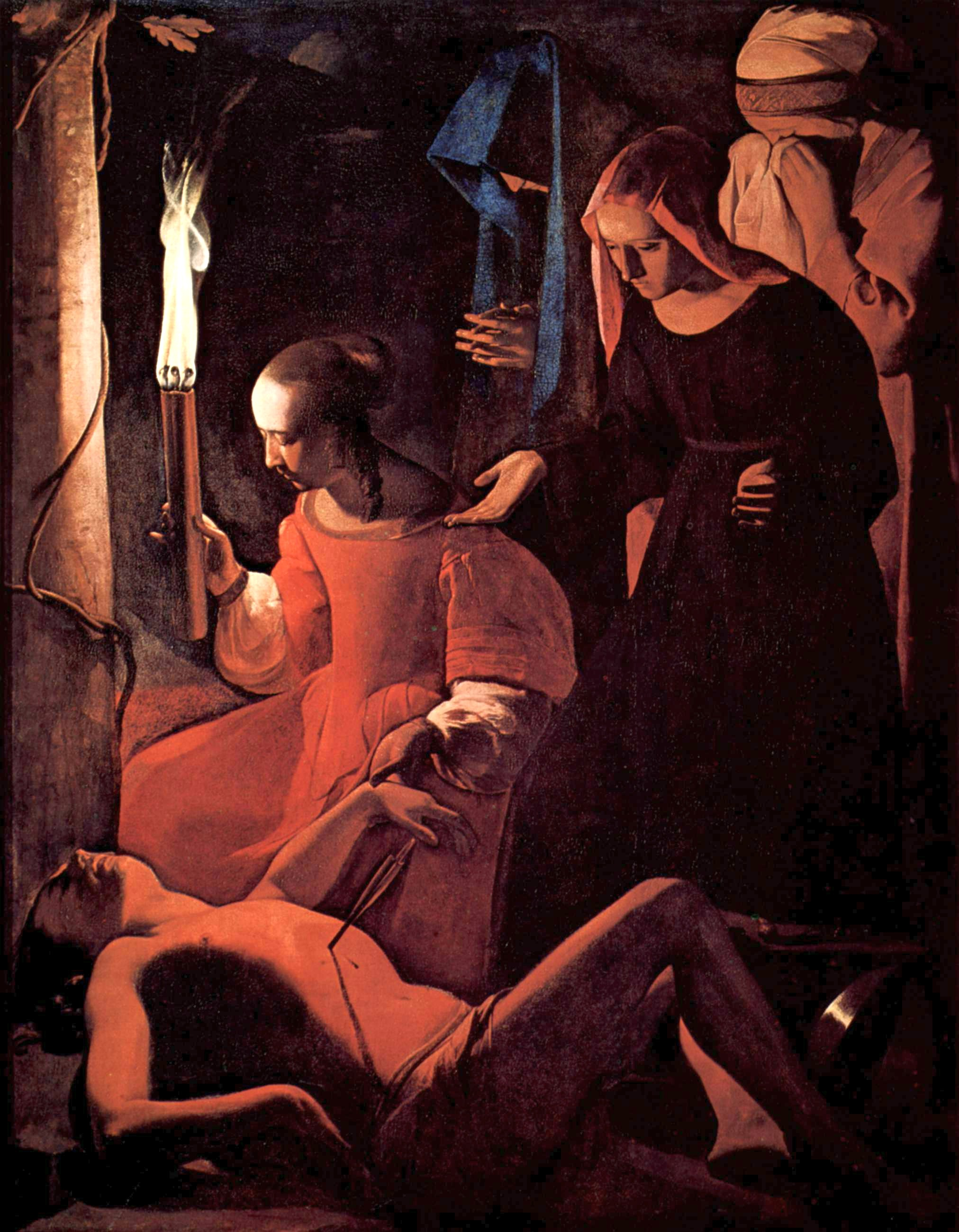
『聖イレーネに介抱される聖セバスティアヌス 』、ジョルジュ・ド・ラ・トゥール画。1645年頃。ルーヴル美術館

17世紀になると、主に『聖セバスティアヌスと聖イレーネ』という構図が描かれた。ジョルジュ・ド・ラ・トゥール、ホセ・デ・リベーラ、ヘンドリック・テル・ブルッヘンらがこの構図を描いた。これは、教会が半裸の若者像を単身で飾ることを忌避したためである。
ガブリエーレ・ダンヌンツィオ原作・クロード・ドビュッシー作曲の音楽劇『聖セバスティアンの殉教』では、初演時にユダヤ人女性イダ・ルビンシュタインが主役を演じた。このことに激怒したパリ大司教がカトリック信徒に対して観劇の禁止令を発し、ローマ法王庁がダヌンツィオの全作品を禁書目録に入れるなど、スキャンダルに発展した。
トーマス・マン作『ヴェニスに死す』では、セバスティアヌスの像が、ギリシャ神話のアポロンのごとき永遠の若さを表す至高の象徴となっている。
エゴン・シーレは、自らをセバスティアヌスになぞらえた自画像を1915年に描いた。
サルバドール・ダリはロルカ時代に数度セバスティアヌスを題材に選んで描いた。
三島由紀夫の小説『仮面の告白』の中で、主人公はグイド・レーニ画のセバスチャン（セバスティアヌス）殉教図を見て性的興奮および文学的感興を催す。後に三島は自らがこの構図そっくりのポーズをとった写真を篠山紀信に撮影させている。三島の死後、この写真と同様の構図の三島の肖像を親交のあった横尾忠則は制作している。
三島は生前秘かに自分だけの墓を確保し、そこにマンティーニャによる聖セバスチャン画のポーズをとった自分の等身大ブロンズ像を制作していた（西 法太郎　「三島由紀夫 : 謎の裸体像 : 聖セバスチァンのポーズに籠めたもの」『表現者』平成29年3月、5月、7月）。

## 守護
祝日はカトリックでは1月20日、正教会では12月18日。兵士、黒死病、競技選手の守護聖人（ペストの黒い斑点が矢が刺さった跡に似ていることから、矢に射ぬかれても死ななかったセバスチャンにあやかって、信仰されるようになった)。都市では、カゼルタ、パルマ・デ・マヨルカ、サン・セバスティアン、リオ・デ・ジャネイロの守護聖人。同性愛の守護聖人(19世紀末くらいから)。

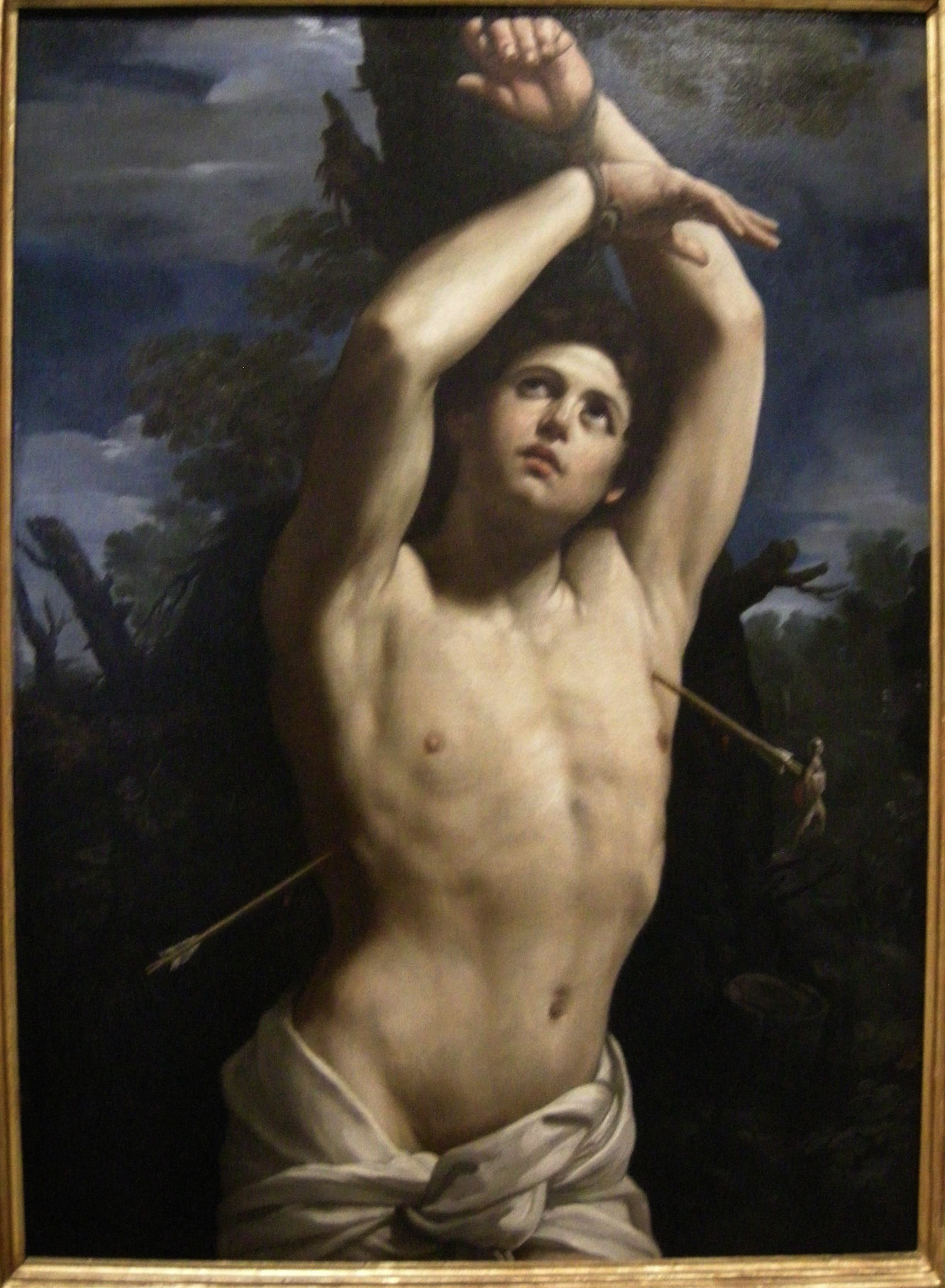
グイド・レーニによる「聖セバスチャンの殉教」

## 作中に用いられるゲイの象徴として
セバスティアヌスは歴史の最も初期のゲイ・アイコンであり、セバスティアヌス自身がゲイではなかったか、という説から、多くの芸術家が作中に象徴として用いてきた。オスカー・ワイルド、三島由紀夫、テネシー・ウィリアムズらが作品で触れている。ゲイであることを公言していたデレク・ジャーマンは、映画『セバスチャン』（1975年）でセバスティアヌスの生涯を描いている。

## 参照
1. ↑  『正教改暦　2008年』日本ハリストス正教会教団発行
2. ↑  Ebenezer Cobham Brewer, A Dictionary of Miracles: Imitative, Realistic, and Dogmatic (Chatto and Windus, 1901), 11.
3. ↑  Legenda Aurea.
4. ↑  The Golden Legend: Readings on the Saints 著者:Jacobus de Voragine - Googlebooks
5. ↑  中野京子『中野京子と読み解く 名画の謎 対決篇』文藝春秋、2016年、116頁。ISBN 978-4-16-390308-8。
6. 1 2  三島由紀夫の愛した美術三島由紀夫文学館
7. ↑  “Subjects of the Visual Arts: St. Sebastian”. glbtq.com (2002年). 2007年9月1日時点のオリジナルよりアーカイブ。2007年8月1日閲覧。